# HT editor

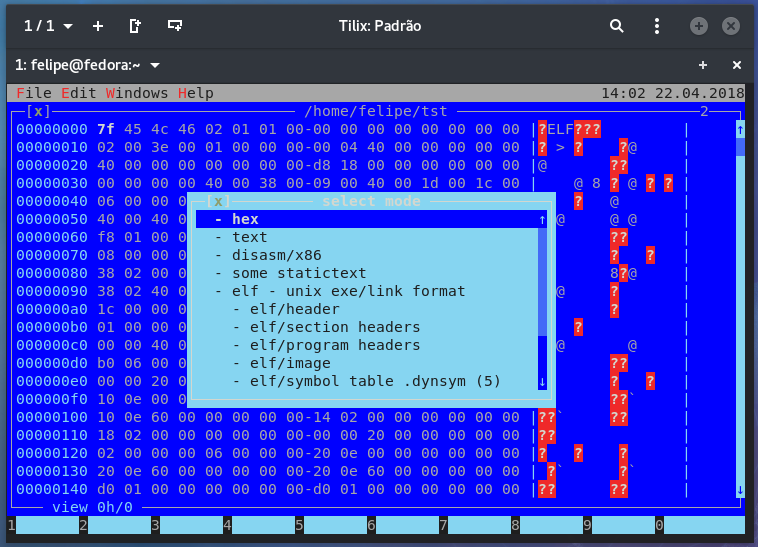
Tela de modo do HT Editor

O HT Editor, ou HTE, é um programa de computador utilizado para ver e modificar informações em arquivos de texto, arquivos binário e principalmente executáveis. Ele tem versões tanto para sistema Windows quanto para Linux.
O software é uma ferramenta de linha de comando com uma interface TUI (Text-based User Interface). Pode ser usado como um editor de texto, editor hexadecimal e até mesmo para modificar o código de executáveis em código de máquina enquanto visualiza as instruções em Assembly.
Nele é apresentado várias informações sobre os executáveis como as informações do cabeçalho, seções e até mesmo o disassembly do programa.

## Uso em engenharia reversa

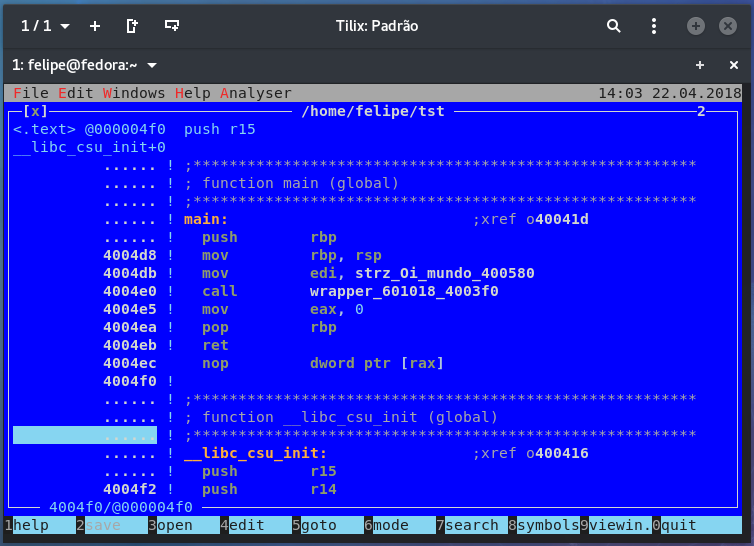
HT Editor em modo de visualização da imagem do executável.

O software é principalmente utilizado com foco em engenharia reversa. Além de poder ser utilizado para obter informações importantes sobre o executável, também é possível de se modificar o código do mesmo de maneira mais prática do que um editor hexadecimal. Já que este exibe o disassembly das instruções permitindo assim saber melhor o que está fazendo do que se somente visse bytes em hexadecimal. Além de também permitir modificar informações do cabeçalho e das seções do executável.